# トローリ・アレーナ
シュポルトパルク・ロンホフ・トーマス・ゾンマー（Sportpark Ronhof Thomas Sommer）は、ドイツのバイエルン州フュルトにあるスタジアム。

## 概要
SpVggグロイター・フュルトがホームスタジアムとして使用している。
SpVggグロイター・フュルトがブンデスリーガ2部に昇格した1997年にゲオブラ・ブランドシュテーター社が命名権を取得、自社製玩具プレイモービルにちなみ、「プレイモービル＝シュタディオン」とした。2010年に命名権がトローリに移り、「トローリ・アレーナ」となる。2014年7月1日を以てトローリとの命名権契約が終了し、正式名称の「シュターディオン・アム・ラウベンヴェーク」に名称が戻されていたが、2016年2月、SpVggグロイター・フュルトの役員のトーマス・ゾンマーが命名権を取得、スタジアム開設当初の名称と自身の名前を組み合わせた「シュポルトパルク・ロンホフ・トーマス・ゾンマー」と名付けられた。

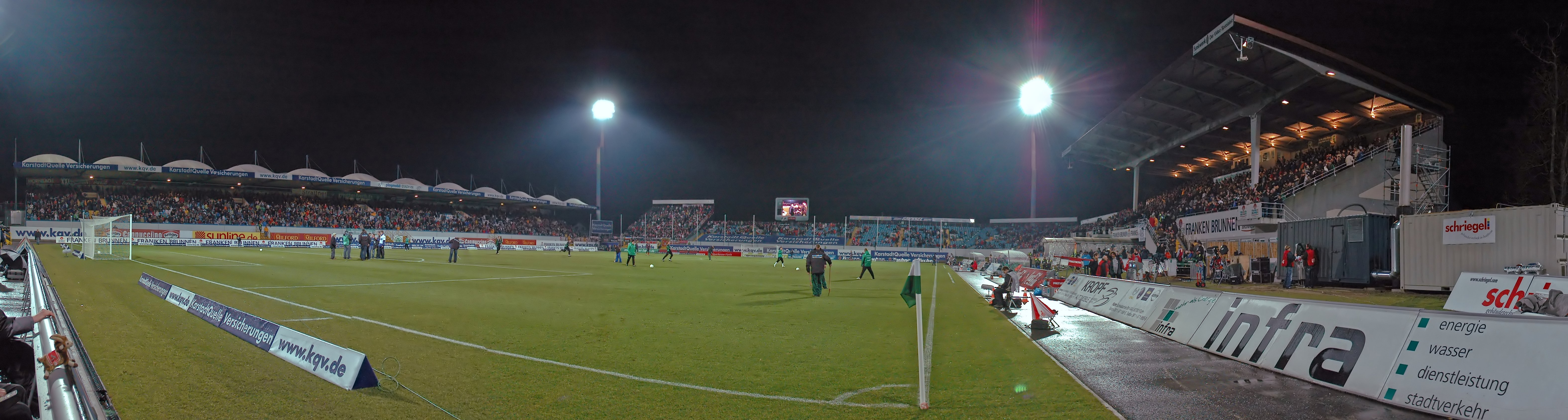
2008年に撮影されたプレイモービル＝シュタディオンのパノラマ画像